# Domenico Leccisi
Domenico Leccisi (20 de mayo de 1920 –  Milán, 2 de noviembre de 2008) fue un político italiano, conocido por robar el cuerpo del dictador fascista Benito Mussolini de su tumba sin identificar en 1946.

## Grave robbing incident
En vísperas del primer aniversario de la liberación de Italia de las fuerzas de ocupación nazis, Leccisi, entonces periodista de derecha, y dos ayudantes desenterraron el cadáver del cementerio de Musocco de la ciudad y se lo llevaron.
Leccisi dejó una nota que decía: "Finalmente, Duce, estás con nosotros. Te cubriremos de rosas, pero el olor de tu virtud dominará esas rosas".
Las autoridades descubrieron los restos de Mussolini cuatro meses después, escondidos en un monasterio del siglo XV en Pavía, al sur de Milán. Dos monjes fueron acusados de ocultar el cuerpo.
En 1957 Mussolini encontró un lugar de descanso final en su lugar natal en Predappio, al norte de Italia, después de una campaña liderada por Leccisi y su partido.

## Carrera política
Leccisi se desempeñó como diputado parlamentario del movimiento social italiano neofascista de 1953 a 1963. También fue concejal de la ciudad de Milán y escribió una autobiografía, Con Mussolini antes y después de Piazzale Loreto.

## Muerte
Leccisi murió a los 88 años el 2 de noviembre de 2008 en una residencia de ancianos en Milán debido a una enfermedad cardíaca y respiratoria.